# Horacio Deval
Horacio Deval (eigentlich Adolfo Tudisco; * 4. Juli 1923 in Buenos Aires; † 18. Januar 2004 in Miami, Florida) war ein argentinischer Tangosänger.

## Leben und Wirken
Adolfo Tudisco war der Sohn italienischer Einwanderer. Er hatte sieben Geschwister; sein Bruder Aquiles wurde unter dem Namen Alberto Deval als Jazzsänger bekannt. Adolfo trat zunächst bei lokalen Anlässen mit einer Gruppe zweier Brüder namens Cirulli auf und wurde dann Mitglied im Quartett des Pianisten Enrique Mora. 1941 engagierte ihn Silvio Spalleta für seine Gruppe Los Andinos, die bei Radio Del Pueblo auftrat.
Nach einiger Zeit bei Carlos del Río wechselte er 1944 zum Orchester Jorge Argentino Fernández’. Im gleichen Jahr nahm er unter dem Namen Horacio Dreview an einem Wettbewerb des Senders Radio Splendid teil. Er gewann den Ersten Preis, verbunden mit einem dreimonatigen Engagement bei dem Sender. Unter dem Namen Horacio Deval wurde er Mitglied im Orchester Sucher-Landi, bis ihn Miguel Caló als Nachfolger Raúl Iriartes engagierte. Mit Joaquín Do Reyes entstanden 1949 seine ersten Aufnahmen; es waren die Tangos Ventanita de arrabal und Lloró como una mujer.
1950 wurde er neben Ángel Díaz der zweite Sänger im Orchester Horacio Salgáns. Mit diesem nahm er 1951 die Tangos Pobre colombina, Sueño querido und Yo te bendigo auf. Ende 1951 erhielt er ein Engagement bei dem neu gegründeten Fernsehsender Canal 7. 1952 wurde er Sänger beim Plattenlabel T. K. Begleitet von Argentino Galván nahm er hier die Tangos Arrabal amargo und Esta noche estoy de tangos auf.
Bei einer Tournee durch Argentinien und Uruguay 1953 hatte Deval erfolgreiche Auftritte bei Radio Nacional de Montevideo mit dem Orchester Isidro Pellejeros. Nach seiner Rückkehr erhielt er eine Show zur Hauptsendezeit bei Radio El Mundo, die er zusammen mit der Hörfunksprecherin María Esther Vignola leitete. Später arbeitete er kurze Zeit mit dem Orchester Mariano Mores’ zusammen und nahm Tangos beim Label Music Hall auf. 1972 reiste er für Auftritte im Waldorf Astoria nach New York und ließ sich danach in dieser Stadt nieder.